# Jack Starrett
Jack Starrett (Refugio, Texas, 2 de novembre de 1936 − Sherman Oaks, barri de Los Angeles, Califòrnia, 27 de març de 1989) va ser un actor i director de cinema estatunidenc.

## Biografia
D'origen texà, Starrett s'estrena a la pantalla gran a mitjans dels anys 60 en petits papers en pel·lícules de sèrie B. El seu debut amb la càmera és el 1969, amb la pel·lícula Run, Angel, Run!. A l'any següent roda  Nam's Angels sobre la Guerra del Vietnam. El 1973 roda Cleopatra Jones  pel·lícula d'acció amb l'exmodel Tamara Dobson. El 1974 roda el que es considera el seu millor treball The Gravy Train. Un dels seus últims treballs al cinema és Race with the Devil, una pel·lícula de terror satànic amb Peter Fonda.
També ha treballat per a la televisió i va rodar alguns episodis de  Hazzard  i  Starsky & Hutch .

## Filmografia
- Like Father Like Son (1961)
- The Young Sinner (1965)
- The Girls from Thunder Strip (1966)
- Hells Angels on Wheels (1967)
- The Born Losers (1967)
- Angels from Hell (1968)
- Run, Angel, Run (1969, director)
- The Gay Deceivers (1969)
- Hell's Bloody Devils (1970)
- Nam's Angels/The Losers, (director)
- Cleopatra Jones (1973, director)
- Selles de muntar calentes (1974)
- The Gravy Train (1974, director)
- Race with the Devil (1975, director)
- A Small Town in Texas (1976, director)
- The Rose (1979)
- Acorralat (First Blood) (1982)
- The River (1984)
- Like Father Like Son (1987)
- Nightwish (1989)
- Hollywood Heartbreak (1990)
- Death Chase (1990)